# 신데렐라 (2013년 영화)
《신데렐라》(영어: Trap for Cinderella)는 2013년 공개된 영국의 범죄 드라마 영화이다.

## 출연

### 주연
- 튜펜스 미들턴
- 알렉산드라 로치

### 조연
- 아뉴린 바나드
- 프란세스 드 라 투어
- 케리 폭스
- 알렉스 제닝스
- 스탠리 웨버
- 에릭 레드맨
- 엘리자베스 힐리
- 팀 월러스
- 만디 시두

## 기타
- 세트: 캐시 코스그로브
- 의상: 베러티 호크스